# Syndrom turbin wiatrowych

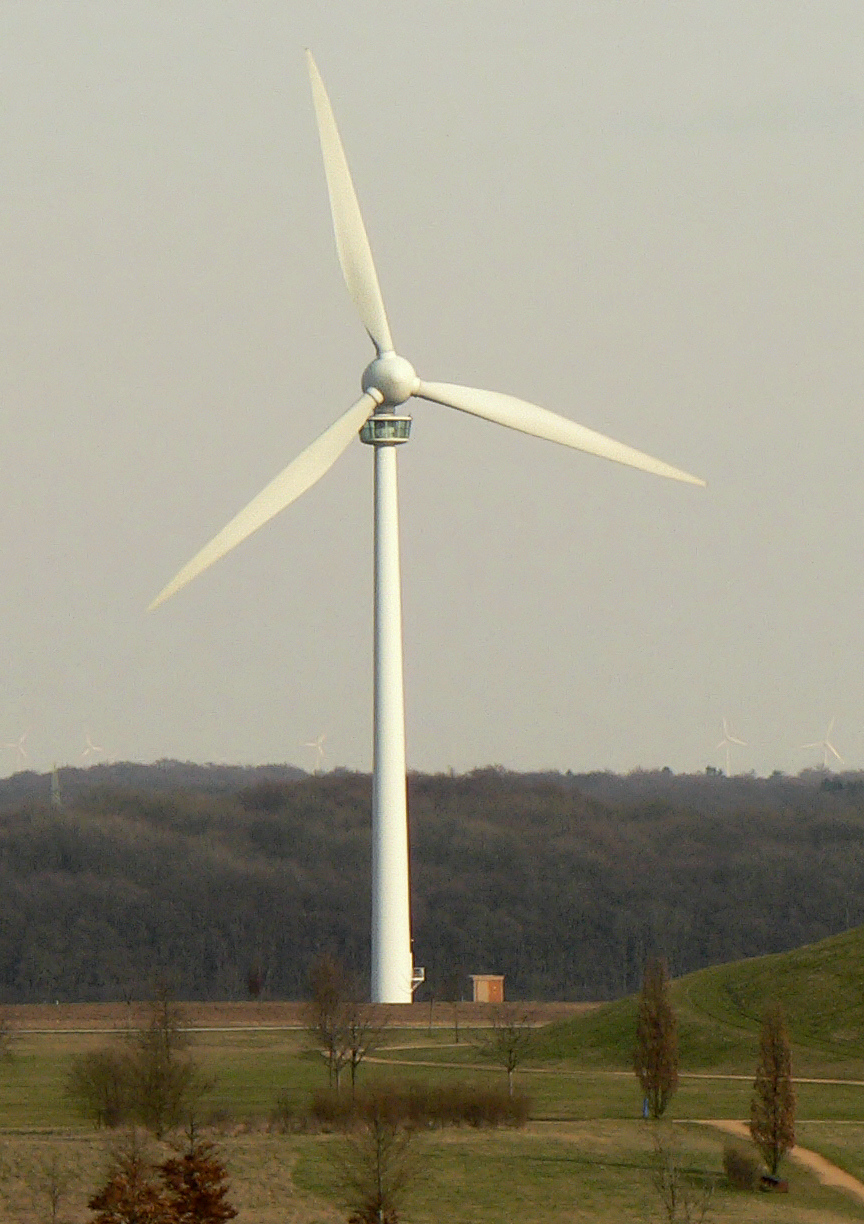
Turbina wiatrowa

Syndrom turbin wiatrowych (ang. Wind Turbine Syndrome) – domniemane dolegliwości, które mogą odczuwać osoby żyjące w pobliżu turbin wiatrowych.
Termin ten wprowadzony przez dr Ninę Pierpont – amerykańską pediatrę, żonę aktywnego przeciwnika elektrowni wiatrowych, autorkę książki Syndrom Turbin Wiatrowych: Sprawozdanie w sprawie naturalnego eksperymentu. Związek pomiędzy turbinami wiatrowymi a zdrowiem ludzkim sygnalizował już wcześniej Michael Nissenbaum. Definicja oraz dowody na istnienie "syndromu turbin wiatrowych" noszą znamiona pseudonauki.

## Badania Niny Pierpont
Na podstawie badań prowadzonych od 2004 roku na grupie 38 osób (od niemowląt do osób w wieku 75 lat) Nina Pierpont uznała, że turbiny wiatrowe są przyczyną występowania zespołu objawów, na który składają się: zaburzenie i pogorszenie jakości snu, ból głowy, szum w uszach, ciśnienie w uchu, zawroty głowy, nudności, pogorszenie ostrości widzenia, tachykardia, drażliwość, problemy z koncentracją i pamięcią oraz napady paniki, związane z uczuciem przemieszczania się lub drżenia wewnątrz ciała, które pojawia się zarówno w czasie snu, jak i na jawie. Objawy te występują, gdy badane osoby znajdują się w pobliżu turbin wiatrowych i samoistnie ustępują, gdy się od nich oddalają. Dla zobrazowania wpływu turbin wiatrowych na stan ludzkiego zdrowia autorka użyła następującego sformułowania: „hałas lub drgania o niskiej częstotliwości oszukują system równowagi organizmu tak, by myślał, że jest on w ruchu”.

## Kontrowersje
Badania Nissenbauma i Pierpont dostarczyły argumentów przeciwnikom farm wiatrowych, wywołując debatę na temat bezpieczeństwa osób żyjących w pobliżu turbin. Książka Pierpont stała się przedmiotem krytyki środowisk technicznych i naukowych – postulowana w niej jednostka chorobowa oraz wywołujące ją przyczyny nie zostały potwierdzone naukowo.
Zwolennicy pozyskiwania energii z wiatru zarzucają Ninie Pierpont, że nie udowodniła w sposób wiarygodny związku przyczynowo–skutkowego pomiędzy generowanymi przez turbiny dźwiękami a oddziaływaniami zdrowotnymi na osoby żyjące w ich pobliżu. Jej praca nie uzyskała recenzji uznanego wydawnictwa naukowego, przyjęta do badań grupa 38 osób była zbyt mała, badane osoby zostały wybrane przez autorkę i nie przeprowadzono badań na grupie kontrolnej. Wnioskom wysuniętym przez Pierpont zarzucono, że są oparte na wadliwie przeprowadzonych badaniach i błędnej analizie, tak więc jej publikacja nie może być uznana.
Zarówno przeciwnicy, jak i zwolennicy elektrowni wiatrowych przyznają, że przeprowadzone przez Nissenbauma i Pierpont obserwacje szkodliwego wpływu infradźwięków na człowieka powinny skłonić instytucje odpowiedzialne za rozwój energetyki wiatrowej do wielostronnych, interdyscyplinarnych badań. Oceny skutków działania turbin wiatrowych na zdrowie człowieka i ich wpływ na środowisko są niewystarczające i prowadzenie dalszych badań nad tymi skutkami, zarówno emocjonalnymi, jak i fizycznymi, jest uzasadnione.
Analiza informacji publikowanych w literaturze naukowej oraz popularnej wskazuje, że turbiny wiatrowe mogą być źródłem irytacji dla niektórych ludzi. Fakt ten potwierdza wiele rządowych agencji do spraw zdrowia. Badanie, zlecone przez fiński rząd, wskazuje na to, że nie ma dowodów na zwiększenie irytacji powodowane przez infradźwięki z turbin wiatrowych, a może być ona związana z modulacją natężenia i amplitudy dźwięku turbiny. W tym samym badaniu nie wykazano również dowodów na wpływ infradźwięku turbiny wiatrowej lub dokuczliwości turbiny wiatrowej na częstość akcji serca (HR), zmienność częstości akcji serca (RMSSD) i odpowiedzi przewodnictwa skóry (SCR).
U osób nadmiernie eksponowanych na infradźwięki i hałas niskoczęstotliwościowy mogą one prowadzić do choroby wibroakustycznej. 